# Campionati canadesi di sci alpino 1985
I Campionati canadesi di sci alpino 1985 si svolsero a Banff, Fortress Mountain e Sunshine; furono assegnati i titoli di discesa libera, supergigante, slalom gigante e slalom speciale, sia maschili sia femminili.
Trattandosi di competizioni valide anche ai fini del punteggio FIS, vi parteciparono anche sciatori di altre federazioni, senza che questo consentisse loro di concorrere al titolo nazionale canadese.

## Risultati

### Uomini

#### Discesa libera
| Pos. | Atleta     | Nazione   |
| ---- | ---------- | --------- |
| 1    | Steven Lee | Australia |
| 2    | ?          | ?         |
| 3    | ?          | ?         |
| 4    | ?          | ?         |

#### Supergigante
| Pos. | Atleta     | Nazione     |
| ---- | ---------- | ----------- |
| 1    | Mike Brown | Stati Uniti |
| 2    | ?          | ?           |
| 3    | ?          | ?           |
| 4    | ?          | ?           |

#### Slalom gigante
| Pos. | Atleta   | Nazione |
| ---- | -------- | ------- |
| 1    | Jim Read | Canada  |
| 2    | ?        | ?       |
| 3    | ?        | ?       |

#### Slalom speciale
| Pos. | Atleta       | Nazione |
| ---- | ------------ | ------- |
| 1    | Gordon Perry | Canada  |
| 2    | ?            | ?       |
| 3    | ?            | ?       |

### Donne

#### Discesa libera
| Pos. | Atleta          | Nazione |
| ---- | --------------- | ------- |
| 1    | Laurie Graham   | Canada  |
| 2    | ?               | ?       |
| 3    | Liisa Savijarvi | Canada  |

Località: Banff/Sunshine

#### Supergigante
| Pos. | Atleta          | Nazione |
| ---- | --------------- | ------- |
| 1    | Karen Percy     | Canada  |
| 2    | Liisa Savijarvi | Canada  |
| 3    | ?               | ?       |

Località: Banff/Sunshine

#### Slalom gigante
| Pos. | Atleta        | Nazione |
| ---- | ------------- | ------- |
| 1    | Andrea Bédard | Canada  |
| 2    | ?             | ?       |
| 3    | ?             | ?       |

Località: Fortress Mountain

#### Slalom speciale
| Pos. | Atleta          | Nazione |
| ---- | --------------- | ------- |
| 1    | Andrea Bédard   | Canada  |
| 2    | ?               | ?       |
| 3    | Liisa Savijarvi | Canada  |

Località: Fortress Mountain